# Blå staksill
Blå staksill (Alosa aestivalis) är en fiskart som först beskrevs av Mitchill, 1814. Den ingår i släktet Alosa och familjen sillfiskar. Inga underarter finns listade.

## Beskrivning
Den blå staksillen är en avlång, slank fisk, något ihoptryckt från sidorna, utan några taggstrålar; fenorna har bara mjukstrålar, varav 15 till 20 i ryggfenan, 15 till 21 i analfenan. Den har 41 till 52 gälräfständer på de nedre gälbågarna, för att hjälpa till med planktonfångsten. Ryggen är mörkblå till blågrå med en svart fläck vid vardera skuldran. Munhålan är helt svart. Storleken är normalt kring drygt 27 cm, med en största längd på 40 cm, och en största vikt på 200 g. Som mest kan arten bli 8 år gammal.

## Utbredning
Arten förekommer längs Nordamerikas Atlantkust från Nova Scotia i Kanada, till Florida i USA, och angränsande flodsystem, främst St. Johnsfloden i Florida. Den har också införts till olika vattenresevoarer, och till Tennesseeflodens flodsystem i Tennessee.

## Ekologi
Arten är en stimfisk vars habitat utgörs av atlantiskt kustvatten, floder och flodmynningar, sjöar och sötvattensreservoarer. De vuxna fiskarna uppehåller sig i saltvatten upp till 200 km från kusten utom under leken. Födan utgörs av småfisk, små räkor och hoppkräftor. Arten kan parasiteras av nematoder och hakmaskar.
Den blå staksillen fiskas kommersiellt, och saluförs oftast färsk eller saltad.

### Fortplantning
Leken sker i söt- eller brackvatten på grunt vatten över vegetationsrika bottnar, som floder, gärna sumpiga delar, flodmynningar och även gamla risfält. Äggen sjunker först mot botten, men flyter upp efter några timmar och förs vidare av strömmen (när leken sker i floder). Det är också strax nerströms om lekområdena som ynglen utvecklas, för att ge sig till havet vid omkring en månads ålder.

## Bevarandestatus
IUCN klassificerar arten som sårbar ("VU") på grund av den drastiska minskningen som skett de senaste årtiondena före utvärderingsåret (2013). Som det viktigaste hotet anges dammbyggnad, som hindrar fisken att vandra upp i floderna för att leka. Andra hot är kommersiellt fiske, inklusive bifångst, och predation av strimmig havsabborre som ökat i antal.